# Красицький Микола Федорович
Краси́цький Мико́ла Фе́дорович (1885, Київ, Російська імперія — після 1923, ?) — старшина Дієвої Армії УНР.

## Біографія
Народився у місті Київ.
Закінчив військове училище. Станом на 1 січня 1910 року — підпоручик 175-го піхотного Батуринського полку у місті Умань. Закінчив Імператорську Миколаївську військову академію за 2-м розрядом (у 1914 році, переведений у 1915 році). Брав участь у Першій світовій війні: старший ад'ютант штабу 44-ї піхотної дивізії, старший ад'ютант штабу 21-го армійського корпусу, штаб-офіцер для доручень штабу 28-го армійського корпусу. Останнє звання у російській армії — підполковник.
З 15 березня 1918 року — в українській армії: начальник 1-ї частини відділу навчання військ Головного управління Генерального штабу УНР, згодом — Української Держави. З 2 січня 1919 року — начальник оперативної частини штабу Дієвої Армії УНР. З грудня 1919 року — старшина штабу Української Галицької армії, у складі якої навесні 1920 року потрапив до РСЧА.
У РСЧА у 1920—1921 роках обіймав посади: начальника оперативного управління штабу Української трудової армії, викладача тактики повторних курсів штабу 14-ї армії. З 5 травня 1921 року — завуч 92-х піхотних курсів РСЧА.
Подальша доля невідома.